# Cleora acuata
Cleora acuata là một loài bướm đêm trong họ Geometridae.